# كهوا (سررود الجنوبي)
کهوا (بالفارسية: کهوا) هي قرية تقع في إيران في قسم سررود الجنوبي الريفي.